# Jaitapur
Jaitapur est un petit village portuaire situé dans l'État du Maharashtra en Inde, proche de la ville de Ratnagiri.
Jaitapur se trouve sur les côtes indiennes de la mer d'Oman approximativement à mi-distance de Bombay (250 km)  et Goa (200 km). Un projet de construction de centrale nucléaire y est annoncé en 2009.

## Agriculture et environnement
Grâce à une terre très fertile, la population locale produit du riz, des céréales, la plus célèbre mangue du monde[réf. nécessaire] (variété « Alphonso »), des noix de cajou, des noix de coco, du kokum, des noix de bétel, des ananas et d’autres fruits. Le secteur de la pêche dans le village de Jaitapur emploie environ 650 chalutiers particuliers qui seraient touchés par le projet de centrale.

## Projet de centrale nucléaire

### 2009-2016: Projet d'Areva
Un projet de centrale nucléaire à Jaïtapur est amorcé dès 2009 par Areva et le groupe de nucléaire public indien NPCIL.
Le 3 décembre 2010, le gouvernement indien et la société Areva annoncent un projet de 6 réacteurs EPR. L'accord cadre pour la construction des deux premiers réacteurs est signé par Anne Lauvergeon - patronne d'Areva - et par le président de Nuclear Power Corporation of India Limited (NPCIL) en décembre 2010 durant la visite de Nicolas Sarkozy en Inde. 
L'Inde déclare le 19 septembre 2011 qu'elle attendra les résultats des audits nucléaires français décidés après la catastrophe de Fukushima sur le réacteur de troisième génération EPR avant de s'engager avec Areva. 
Le gouvernement du Maharashtra réaffirme le 6 décembre 2012 sa décision de construire la centrale de Jaitapur, et le ministre fédéral indien des affaires étrangères Salman Khurshid, en visite à Paris, confirme l'engagement du gouvernement indien à mener à son terme ce projet.
Selon le journal indien The Hindu du 18 décembre 2012, Areva est sur le point de signer un accord pour les travaux préliminaires de Jaitapur avec Nuclear Power Corporation of India Limited (NPCIL) ; il s'agit des travaux d'étude du site, d'une durée prévue de 9 mois, destinés à vérifier que le site est bien adapté pour le projet.
En 2013 les négociations se poursuivent et le gouvernement déclare qu'il s'attendait à ce que le coût des deux premières tranches soit de 21 milliards $. La France a approuvé un prêt de 25 ans à 4,8 %. En mars 2014 Areva, le DAE (Department of Atomic Energy) et NPCIL se seraient mis d'accord sur un prix de l'électricité de 6,5 roupies/kWh (10,6 US cents, 106 $/MWh), alors que Areva avait visé 9,18 roupies.
En juin 2016, EDF reprend l'activité de construction de réacteurs nucléaires, et en particulier le projet de Jaïtapur, alors qu'Areva a subi une perte globale de dix milliards d’euros en cinq ans.

### 2016 à aujourd'hui: Projet d'EDF
En janvier 2016, EDF et l’électricien national indien signent un accord de coopération, mais le projet peine à avancer en raison de fortes oppositions locales et des difficultés de la filière nucléaire française.
En mars 2018, lors de la visite en Inde du président Macron, EDF et Nuclear Power Corporation of India (NPCIL) signent un accord sur le projet de centrale de Jaitapur, qui définit le schéma industriel du projet, les rôles des partenaires et le calendrier des prochaines étapes. Une signature définitive d'accord est espérée avant la fin de l'année, même si le volet financier n'est toujours pas bouclé.
En juin 2018, EDF et General Electric (GE) annoncent la signature d’un accord de coopération stratégique dans le cadre du projet de Jaitapur : GE assurera le design et la fourniture des principaux composants des îlots conventionnels de la centrale (turbine, alternateur, etc),.
En janvier 2020, le projet, soutenu par le premier ministre Narendra Modi, est remis en question par les nouveaux dirigeants de l'État du Maharashtra, une coalition regroupée autour du parti régional populiste « Shiv Sena », qui estiment que les agriculteurs et les pêcheurs de la côte proche de Goa ne doivent pas subir les nuisances d'une centrale nucléaire, à la suite d'un rapport confirmant le risque sismique dans la région de Jaïtapur.
Le 23 avril 2021, EDF annonce avoir remis au groupe nucléaire public indien NPCIL une « offre technico-commerciale engageante » en vue de la construction de six réacteurs EPR sur le site de Jaitapur, dont la puissance totale de 9,6 GW en ferait la plus grande centrale nucléaire du monde. NPCIL aurait estimé l'investissement nécessaire pour construire une telle centrale à plus de 30 milliards €. L'offre d'EDF ne comprend ni le financement, ni même la construction des réacteurs, mais seulement les études d'ingénierie et la fabrication des équipements les plus critiques comme les cuves des réacteurs ou les générateurs de vapeur. EDF espère qu'un accord-cadre engageant pourrait être signé au premier semestre 2022. Des points essentiels restent néanmoins à clarifier avec les autorités indiennes : le partage des responsabilités entre EDF et NPCIL, le futur exploitant de la centrale ; la responsabilité civile d'EDF en cas d'accident, la réglementation indienne sur ce point étant différente de celle en vigueur dans les conventions internationales ; la mise en œuvre d'une norme de haute qualité pour les soudures, notion qui n'existe pas dans le référentiel de sûreté indien. EDF devra aussi parvenir à rassurer les opposants sur la sismicité du site qu'il estime « modérée ».
En juin 2023, EDF négocie avec NPCIL un contrat d'études complémentaires afin de sécuriser l'homologation de l'EPR ; ces études seront à la charge de NPCIL. La question du partage des responsabilités entre EDF et NPCIL reste à régler, ainsi que celle du financement, qui pourrait être assuré par NTPC (National Thermal Power Corporation).

### Risque sismique
Les 6 réacteurs nucléaires EPR seraient construits dans une zone sismique : « le 11 décembre 1967, un séisme de magnitude 6,3 avait frappé Koyna, à une centaine de kilomètres au nord de Jaitapur, tuant 177 personnes et faisant quelque cinquante mille sans-abri. Au cours des vingt dernières années, Jaitapur a connu trois tremblements de terre dépassant le niveau 5 sur l’échelle de Richter ; celui de 1993, d’une intensité de 6,3, a tué neuf mille personnes. En 2009, un pont s’est effondré à Jaitapur à la suite d’une secousse. Selon l’organisation environnementale Greenpeace, ces risques sismiques n’ont pas été pris en compte lors du choix du site et la position de l'entreprise Nuclear Power Corporation of India Limited n’est pas claire sur d’éventuelles modifications de la conception face au risque sismique. ».
Pour comparaison, la résistance au séisme des installations nucléaires française est calculée à partir des séismes les plus puissants répertoriés dans l'histoire des zones avoisinantes des centrales et mesuré sur l'échelle de Richter (Le SMHV = Séisme Maximal Historiquement Vraisemblable) , varie de 4,9 pour Dampierre à 6,5 pour Fessenheim et Blayais majoré de 0,5 unité sismique (Séisme Majoré de Sécurité = SMS = SMHV + 0,5 ). La sismicité du site de Jaitapur n'a donc rien d'exceptionnel et peut être traitée par le dimensionnement des ouvrages selon les normes anti-sismiques. L'échelle de Richter est une échelle logarithmique : un séisme de magnitude 7 est 10 fois plus puissant qu'un séisme de magnitude 6. La sismicité est bien plus élevée au Japon, qui connait fréquemment des séismes de magnitude 7 ou 8, auxquels les 54 réacteurs des centrales nucléaires japonaises ont résisté jusqu'ici sans dommages majeurs. Le séisme ayant atteint la centrale de Fukushima en 2011 était d'intensité 9, et c'est surtout le tsunami qui a suivi ce séisme de Tōhoku qui a conduit à la ruine de 4 des six réacteurs de la centrale en rendant indisponible les diesels d'alimentation électrique de sauvegarde et donc les systèmes d'évacuation de la puissance résiduelle.[réf. souhaitée]

### Opposition locale
En avril 2011 se sont déroulées de nouvelles manifestations pendant lesquelles les forces de l'ordre ont tué un manifestant.
En 2011, selon le quotidien The Hindu : « En Inde, on s’inquiète des énormes retards et dépassements de coûts dans la construction de l’EPR à Flamanville par EDF, pourtant le constructeur le plus expérimenté du monde. Certains craignent que les Indiens ne soient pas capables d’assurer la sécurité d’un tel projet ».
Les cinq gram panchayats (organes locaux démocratiquement élus) de la région concernée par le projet ont adopté à l’unanimité des résolutions qui s’opposent au projet.
En février 2013, seulement 200 familles sur les 2 335 qui possèdent des terres autour de Jaitapur auraient accepté de vendre leurs terres, alors que depuis 2009, le gouvernement indien invoque une situation d’urgence pour acquérir ces terres.
En juin 2013, des agriculteurs et des pêcheurs de Jaitapur ont écrit aux investisseurs pour exprimer leur opposition au projet : « Nous, les pêcheurs et les agriculteurs de Jaitapur et les zones adjacentes, voulons qu'il soit très clair que notre opposition tenace au projet nucléaire proposé est totale et ne sera pas vaincue par des moyens ou les manières possibles ». Selon l'association indienne Konkan Bachao Samiti (Comité « Sauvons Konkan »), une réunion entre le département indien de l'énergie atomique, la Nuclear Power Corporation of India, Areva et les investisseurs européens s'est tenue en France les 5 et 6 juin 2013, secrètement pour éviter la colère des opposants et de nouvelles manifestations. Rajendra Phaterpekar, membre du Comité « Sauvons Konkan », a alors déclaré que le coût du projet, qui n'a toujours pas été rendu public, serait 3 fois supérieur au coût initialement prévu en 2010.
En 2015, plus de 15 000 pêcheurs naviguant à bord d'environ 300 bateaux ont manifesté au large du site du projet de centrale de Jaïtapur, brandissant des pancartes « No more Hiroshima » et « No more Fukushima ». Selon le Premier Ministre de l'état du Maharashtra, Devendra Fadnavis, le projet de six tranches EPR de 1 650 MW, soit 9 900 MW, sera réalisé coûte que coûte car il aurait atteint un point de non-retour.
Selon le centre indien de recherches Gateway House, la construction des 6 réacteurs EPR coûterait près de 60 milliards de dollars, sachant que l’EPR a connu quelques déconvenues cumulant les retards et les surcoûts en Finlande à Olkiluoto et en France, à Flamanville. L'intérêt économique du projet est remis en question par ces économistes indiens car le coût de l’électricité nucléaire serait selon eux supérieur à celui de l’électricité au charbon, le solaire ou même le gaz importé qui revient moins cher.